# 六友堂
六友堂（1984年8月7日—2003年4月26日），韓國男同性戀作家、時調詩人及人權活動家、反战和平运动家。六友堂為筆名，別名雪軒（설헌）、美童（미동）、童花（동화）、本名尹賢碩（윤현석），自由敎，天主教名安东尼(안토니오，Antonio)。 仁川廣域市富平區淸川洞出身。
2003年4月26日他抗議韩国社會的同性恋者歧视而自杀。

## 生平
他是1984年8月7日仁川广域市富平生人、母胎天主教徒和教育家门庭出世。 仁川世一高等學校在學時性别认同的认识。他是公开表明身份、不过他被人欺负的朋友。 2002年高敎在學時開始參與同性愛者人權連帶的活動，同年12月从仁川世一高等學校自請退學。及时他是到首尔居住在东大门同參與人權活动。2000年3月至2003年4月參與韓國的反同性戀嫌惡運動、反戰平和運動同伊拉克战争的反对活动。 当时韩国同性恋支持者和反对同性恋者两派论争得十分激烈，他是同性恋的支持参与同争论和反对同性恋者。特别是他激烈争辩同性恋是精神病患者强硬地主张者。2003年4月3日，參與良心的兵役拒否。 3月25日被任命同性愛者人權連帶的正常班职员。
2003年4月7日韓國基督敎總聯合會的正式发表是同性恋爲违背的上帝造物同所多玛和蛾摩拉的审判硫磺火苗，他强烈抗议。 2003年4月26日，因為抗議韓國社會對同性戀者的歧视而上吊自杀，在首爾東大門。六友堂遗体将火化富平仁川家庭公园。

### 身后
从他的去世后、韓國青少年保护委员会的「青少年保护法」中同性恋是青少年有害媒体条款解除。2004年4月20日同性恋是韩国政府指定的淫秽词语解除。

## 著作
- 《我靈魂的華雨化》（내 영혼 꽃비 되어，2013年）
- 《六友堂日記》（육우당일기，未出版）

## 外部連結
- 六友堂追慕記念會 
- 시인 육우당의 작품들 
- 동성애자도 인권 존중해야 약자희생 모는 편견 곤란 （页面存档备份，存于） 한겨레 2003.04.13 
- 차별의 범위’에 무슨 내용 담겼길래? （页面存档备份，存于） 주간경향 2013.05.07, 주간경향 1024호 
- 육우당(六友堂), ‘성소수자 해방’을 위해 지다 참세상 2008년05월01일 
- “내 혼은 꽃비 되어”（页面存档备份，存于） 참세상 2006.04.26 
- 숨통을 죄는 억압의 굴레에 맞서 싸우자 （页面存档备份，存于） left21 2013.04.25 
- “주님, 육우당 형제의 눈물을 닦아주소서” （页面存档备份，存于） 
- 동성애자가 사탄? 너희는 파시스트 기독교인（页面存档备份，存于） 京響新聞 2012.01.25 
- 故 육우당 10주기…동성애인권단체 “학생인권조례 성적지향 조항 삭제 우려” （页面存档备份，存于） 
- "가식적인 기독교에 깨달음을"…어느 10대의 죽음 （页面存档备份，存于） 프레시안 2013.04.21 
- 육우당은 여전히 희망이 존재한다고 말하고...（页面存档备份，存于） 참세상 2006.04.18 
- "사람이 사람을 좋아하는 게 왜 문제가 되나요?"（页面存档备份，存于） 오마이뉴스 2013.04.28 